# Kościół Najświętszego Serca Jezusowego w Tomaszowie Mazowieckim
Kościół Najświętszego Serca Jezusowego – rzymskokatolicki kościół parafialny należący do dekanatu tomaszowskiego archidiecezji łódzkiej.

## Historia
Jest to świątynia wybudowana w latach 1926–1928, zaprojektowana przez architekta Józefa Kabana. Budowla jest murowana i składa się z trzech naw. Wnętrze nakryte jest sufitem gipsowym. Kościół posiada wieżyczkę w stylu neogotyckim. Dach świątyni pokryty jest blachą ocynkowaną. Budowlę poświęcił w 1928 roku biskup Wincenty Tymieniecki.

## Wnętrze i wyposażenie
Do wyposażenia kościoła należą trzy ołtarze: główny Najświętszego Serca Jezusowego i dwa boczne: św. Franciszka i Matki Bożej Ostrobramskiej, stacje Drogi Krzyżowej, organy o 12 głosach, chorągwie, sztandary, feretrony procesyjne, nowy krzyż procesyjny, nowa monstrancja, trzy dzwony: sygnaturka o masie 100 kilogramów i 2 nowe o masie 250 i 350 kilogramów, które poświęcił w 1993 roku biskup Bohdan Bejze. Na zewnątrz i wewnątrz świątynia została odnowiona.